# Турандот
 Тази статия е за операта на Джакомо Пучини.  За пиесата на Карло Гоци вижте Турандот (пиеса).  
„Турандот“ е опера в три действия на Джакомо Пучини по либрето на Джузепе Адами и Ренато Симони. Пучини умира преди да завърши операта, автор на нейната финална част е композиторът Франко Алфано. Световната премиера на „Турандот“ е на 25 април 1926 г. в Ла Скала, Милано. Изнася се под диригентството на Артуро Тосканини само до мястото, където завършва партитурата на Пучини. В цялостен вид, с финала на Алфано, операта се представя на следващия ден. През 2002 г. Лучано Берио създава друг финал, неговата сценична премиера е на 25 май 2002 г. в Лос Анджелис, САЩ. Най-известната ария на операта е „Nessun dorma“.

## История

### Литературна основа
Корените на приказката за Турандот се простират до персийската литература от 12 век. Приказката, която възможно да е още по-стара, за първи път се публикува през 1197 г. в поемата „Хафт пейкар“ на средновековния персийски поет Низами Ганджеви. През 13 век тя се представя в проза в сборник разкази на персийския филолог Мохамад Ауфи (سدید الدین محمد عوفی). В Европа приказката става известна благодарение на превода на известния френски ориенталист Франсоа Пети де Ла Кроа (François Pétis de La Croix). В неговия сборник „Хиляда и един ден“ (Les Mille et un Jours) от 1710 г. безименната в поемата на Низами принцеса е наречена Турандот. Името е производно от „Турандохт“ и в превод от персийски означава дъщеря на страната Туран.
По-късно през 18 век венецианският драматург Карло Гоци (Carlo Gozzi) използва темата на приказката за пиеса. Нейното първо представление се изнася през 1762 г. Пиесата на Гоци е в стила на италианската традиция на комедия дел арте, нейното съдържание с добавените три комични персонажа е по-леко от персийския оригинал. Шилер през 1801 г. превежда пиесата на немски, като внася свои промени в характерите на главните герои и в сцената с гатенките.

### Създаване
Пучини се запознава с приказката за Турандот през 1919 г. в Берлин. При престоя си там той посещава постановката на пиесата на Шилер, харесва я и се замисля за опера на тази тема. Неговият приятел и драматург Ренато Симони (Renato Simoni) предлага на композитора да използва италианския превод на Андреа Мафеи (Andrea Maffei) на Шилеровата пиеса. През март на 1920 г. Пучини се среща с Джузепе Адами (Giuseppe Adami) и Ренато Симони, обсъжда с тях приказката за Турандот и се съгласява тя да бъде основа на либретото на новата опера. В работата по него освен либретистите участва и самият Пучини. Той, както е обичайно за него, се намесва активно в процеса, задава собствена интерпретация на характерите и сцените, има свое виждане за сценография и дори за костюмите. Пучини иска да „накара света да плаче“ и историята, представена в операта, става по-тежка и по-драматична от пиесата на Шилер. Гатанките също са променени, те са по-нестандартни, по-романтични, по-дълбоки. Героите на Гоци – Пинг, Панг и Понг – са запазени, но не толкова като комични роли, колкото като сатирични коментатори на действието.
През август на 1920 г. на срещата в Бани ди Лука либретистите представят на Пучини завършения план на работата. Пучини на свой ред им показва китайската музикална кутия, предоставена му от неговия приятел, барон Едоардо Фасини Камоси (Edoardo Fassini-Camossi). Нейните мелодии са включени в партитурата на „Турандот“. През януари на 1921 г. сценарият на първия акт, удовлетворяващ изискванията на Пучини, е готов и той започва да композира за него. През следващите две години работи над музиката за втория и третия акт. През пролетта на 1924 г. напълно е готова оркестрацията на първия и втория акт, оркестрацията на третия акт е завършена до арията на Лиу. През май същата година на композитора се представят материалите за последната сцена на операта, през септември той получава окончателната версия на финалните стихове. По това време Пучини вече е тежко болен. В началото на ноември заминава за Брюксел за лечение, със себе си взема своите музикални скици и бележки за последната картина и финалния дует на Турандот и Калаф.
Пучини умира на 29 ноември 1924 г. без да завърши „Турандот“. За финала на операта оставя 30 фрагмента с дължина от 1 до 57 такта. Неговият издател Рикорди възлага на композитора Франко Алфано завършването на операта. Финалният дует на Турандот и Калаф и заключителната хорова сцена са композирани от Алфано. При създаването им той използва част от скиците, оставени от Пучини.

#### Финална картина
Забавянето с композирането на операта се дължи на трудности от драматургичен характер при финалната картина. Пучини придава специално значение на ролята на Лиу, сам създава текста на „Tu che di gel sei cinta“ и оставя операта със завършена до последните подробности нейна ария. Тежестта на сцената със самоубийство на Лиу е толкова голяма, че намирането на подходящ финал за операта се превръща в решаване на емоционално противоречива задача. От една страна има причинената от жестоката принцеса трагична саможертва, от друга Турандот е възнаградена с чувство на любов. Либретото на тази част многократно се преработва, докато есента на 1924 г. Симони изпраща на Пучини стихове, които му харесват. Композиторът има намерение да напише музиката на последната сцена след завръщане от лечението в Брюксел, но смъртта осуетява тези планове. Изследователите на творчеството на Пучини, отбелязвайки практиката Пучини да изисква поправки във вече готовите части на либретото, смятат, че композиторът би могъл отново да промени предложения финал, ако бе имал възможност за намеса.

##### Версии на Алфано
Алфано работи над финала на „Турандот“ под натиска на високи очаквания от страна на издателя Рикорди и влиятелния диригент Артуро Тосканини. Той използва неголям брой от скиците на Пучини, внася промени в либретото. Тосканини е човекът, който след смъртта на Пучини има последната дума за музиката на липсващата част на операта. Той ревизира написания от Алфано финал и изисква неговото съкращаване със 109 такта. Тази съкратена версия много години остава стандартна при постановките на операта. Според редица музикални експерти, оценяващи тях, операта трябва да се изпълнява без този финал, както е направил Тосканини на премиерното представление.
През 1978 г. немският музиковед Юрген Медер (Jürgen Maehder) открива първоначалната – несъкратената – версия на Алфано. Нейното първо концертно изпълнение е през 1982 в Барбикан Хол, Лондон. Специалистите при сравняването на двете версии отбелязват, че оригиналната е за предпочитане както от музикална, така и от драматургична гледна точка. Стандартната версия се оценява от някои експерти като осакатена. Според тях изобразеното в нея превръщане на ледената принцеса в любеща жена е прибързано, неубедително и наподобява холивудски хепиенд. В по-продължителния финал, първоначално създаден от Алфано, трансформацията на героинята изглежда по-реалистична и естествена.

##### Версия на Лучано Берио
Години по-късно се правят опити за пренаписване на последната сцена на операта. Единият от тях е финалът на Лучано Берио, който се оценява като много успешен. Създава се по поръчка на музикалния фестивал на Гран Канария (Festival de Musica de Gran Canarias) и за първи път се изнася като концертно изпълнение на третия акт през 2002 г. в Лас Палмас. При работата си над него Берио педантично изучава многобройните скици, оставени от Пучини. В сравнение с Алфано той включва в музикалния си текст по-голямата им част, неговите поправки на либретото се ограничават със съкращаване на текста, без да се правят нови допълнения. Съкращенията касаят само частите, за които няма музикални скици на Пучини. Берио изключва изпълнявания от хора финален химн на Алфано, който прославя принцесата, като по този начин избягва драматургичното противоречие между трагичната саможертва на Лиу и триумфалния край на любовната драма. Финалът в интерпретацията на Берио не носи еднозначно послание, краят на историята остава неопределен. Турандот и Калаф напускат сцената без да внушават усещане за победоносно щастие.
Постановките на операта „Турандот“ с финала на Берио се изнасят от много оперни театри. Световната премиерата е на 25 май 2002 г. в Операта на Лос Анджелис, САЩ. Европейската премиера е само след няколко дни – тя се изнася в Амстердам на 1 юни 2002 г. на сцената на Нидерландската опера. Ла Скала представя този вариант на „Турандот“ през 2008 г. в концертно изпълнение, през 2015 г. прави сценична постановка.

### Премиерни представления
Световната премиера на „Турандот“ е на 25 април 1926 г. в Ла Скала, Милано. Диригент е Артуро Тосканини. Той спира изпълнението на третия акт след погребалния хор за Лиу, обръща се към публиката и казва: „Qui finisce l'opera, perchè a questo punto il Maestro è morto“ („Тук операта свършва, защото в този момент маестрото е мъртъв“). В залата настъпва тишина, след което се чуват възгласите: „Вива Пучини!“
В цялостен вид операта с финала на Алфано се изнася в Ла Скала на следващата вечер. След три дни, на 29 април, следва премиерата в Театро Констанци, Рим. Първата постановка извън Италия е в Буенос Айрес, на 25 юни 1926 г.
След световната приемиера операта се поставя в големите оперни театри по света:
- Метрополитън Опера, Ню Йорк, 16 ноември 1926 г. [19]
- Ковънт Гардън, Лондон, 7 June 1927 [20]
- Виенска опера, 7 октомври 1927 г. на немски език.[21]

В България първата постановка на „Турандот“ се изнася през 1930 г. в Софийската опера. Диригент е Херман Щанге, режисьор Христо Попов.

### Роли
| Роля | Глас    | Премиера, 25 април 1926 (диригент Артуро Тосканини) |
| --- | ------- | --------------------------------------------------- |
| Принцеса Турандот | сопрано | Роса Раиса                                          |
| Император Алтум, неин баща | тенор   | Франческо Доминичи                                  |
| Тимур, сваления от престола си татарски цар Тимур | бас     | Карло Валтер                                        |
| Неизвестният принц (Калаф), син на Тимур | тенор   | Мигел Флета                                         |
| Лиу, робиня | сопрано | Мария Замбони                                       |
| Пинг, Великия везир | баритон | Джакомо Римини                                      |
| Панг, Майордом | тенор   | Емилио Вентурини                                    |
| Понг, Великия имперски готвач | тенор   | Джузепе Неси                                        |
| Мандарин | баритон | Аристиде Бараки                                     |
| Принцът на Персия | тенор   | Неназован в оригиналната програма                   |
| Палачът (Пу-Тин-Пао) | ням     | Неназован в оригиналната програма                   |
| Императорската охрана, помощници на палача, момчета, жреци, мандарини, сановници, 8 мъдреци, прислужниците на Турандот, войници, знаменосци, музиканти, духовете на кандидатите, тълпа |         |                                                     |

### Сюжет

#### Първо действие
Действието се развива в Забранения град в Пекин.
Принцеса Турандот, дъщеря на китайския император Алтум, обявява, че ще се омъжи само за онзи, който отгатне трите гатанки, зададени от нея. Ако не успее, ще загуби главата си.
На обезглавяването на един персийски принц при изгрева на луната, Калаф открива сред тълпата своя баща – сваления от престола си татарски цар Тимур и робинята Лиу. Независимо от жестоката сцена на екзекуцията, Калаф се влюбва в Турандот и решава да изпита силите си в отгатване на гатанките.

#### Второ действие
Докато тримата придворни (тримата министри Пинг, Панг и Понг) мечтаят за родните си места, оповестяването на началото на изпитанията ги връща към жестоката действителност в Пекин. Пинг предлага на Калаф да се откаже от отгатването и в замяна да получи сто жени. Калаф отговаря правилно на трите гатанки: „Какво изпълва постоянно сърцето на човека?“ – „НАДЕЖДАТА“. „Кое гори като пламък, замръзва като смъртта, блести като звезда, а за да осъществи мечтите си, отново пламва?“ – „КРЪВТА“. „Какво е това, което замръзнало гори и може същевременно да те направи цар и слуга?“ – „ТУРАНДОТ“. Калаф, виждайки обзетата от паника принцеса, се решава на смърт при едно условие – до сутринта Турандот да открие името му.

#### Трето действие
Пекин се пробужда. Турандот заповядва срещу смъртна заплаха да ѝ открият името на неизвестния принц. Лиу, която отдавна крие любовта си към Калаф, е заловена и от страх да не издаде името му, се самоубива. Тази постъпка силно развълнува Турандот, но истинското ѝ преобразяване идва в прегръдките на Калаф. Тя знае вече неговото име: то е ЛЮБОВ!

## Музика
Турандот се смята за музикално завещание на Пучини, лебедова песен, която съдържа всички компоненти на неговия музикален гений. Музиката на операта е съчетание на богата мелодичност с модерни битонални и политонални елементи. Включените в партитурата китайски мотиви придават на музиката специфичен колорит. Оркестрацията използва всички симфонични ресурси, към тях са добавени екзотични ударни инструменти. Кратките ариозо на героите се редуват с мощни хорови изпълнения.
Вокалните партии изискват изключителни гласови данни. Една от най-прочутите арии е „Nessun dorma“. Нейната основна мелодия звучи няколко пъти – след отговорите на гатанките на Турандот, в третия акт при изпълнение на самата ария от Калаф, Алфано я включва във финалния хор.

### Прочути арии
- „Signore, ascolta“ -- „Господарю, чуй ме“ (Лиу)
- „Non piangere, Liù“ -- „Не плачи, Лиу“ (Калаф)
- „In questa reggia“ -- „В този дворец“ (Турандот)
- „Nessun dorma“ -- „Никой да не спи“ (Калаф)
- „Tanto amore segreto“ -- „Толкова много тайна любов“ (Лиу)
- „Tu che di gel sei cinta“ -- „Ти която си обгърната в лед“ (Лиу)
- „Del primo pianto“ -- „Първата сълза“ (Турандот – от последните сцени, недовършени от Пучини)

### Инструментация
Оркестърът се състои от следните инструменти:
- Дървени духови – три флейти, два обоя, английски рог, два кларинета, баскларинет, два фагота, контрафагот
- Медни духови – четири валдхорни, три тромпета, три тромбона, контрабас, тромбон
- Ударни – голям барабан, малък барабан, чинели, триангел, там-там, китайски гонг, глокеншпил, ксилофон, бас-ксилофон, оркестрови камбани
- Челеста, две арфи, орган
- Лъкови струнни
- На сцената – два алто-саксофона, шест тромпета, три тромбона, бастромбон, барабан, гонг или там-там